# Dorfkirche Stüdenitz
Die Dorfkirche Stüdenitz liegt im Ortsteil Stüdenitz der Gemeinde Stüdenitz-Schönermark im Landkreis Ostprignitz-Ruppin in Brandenburg.

## Bauwerk

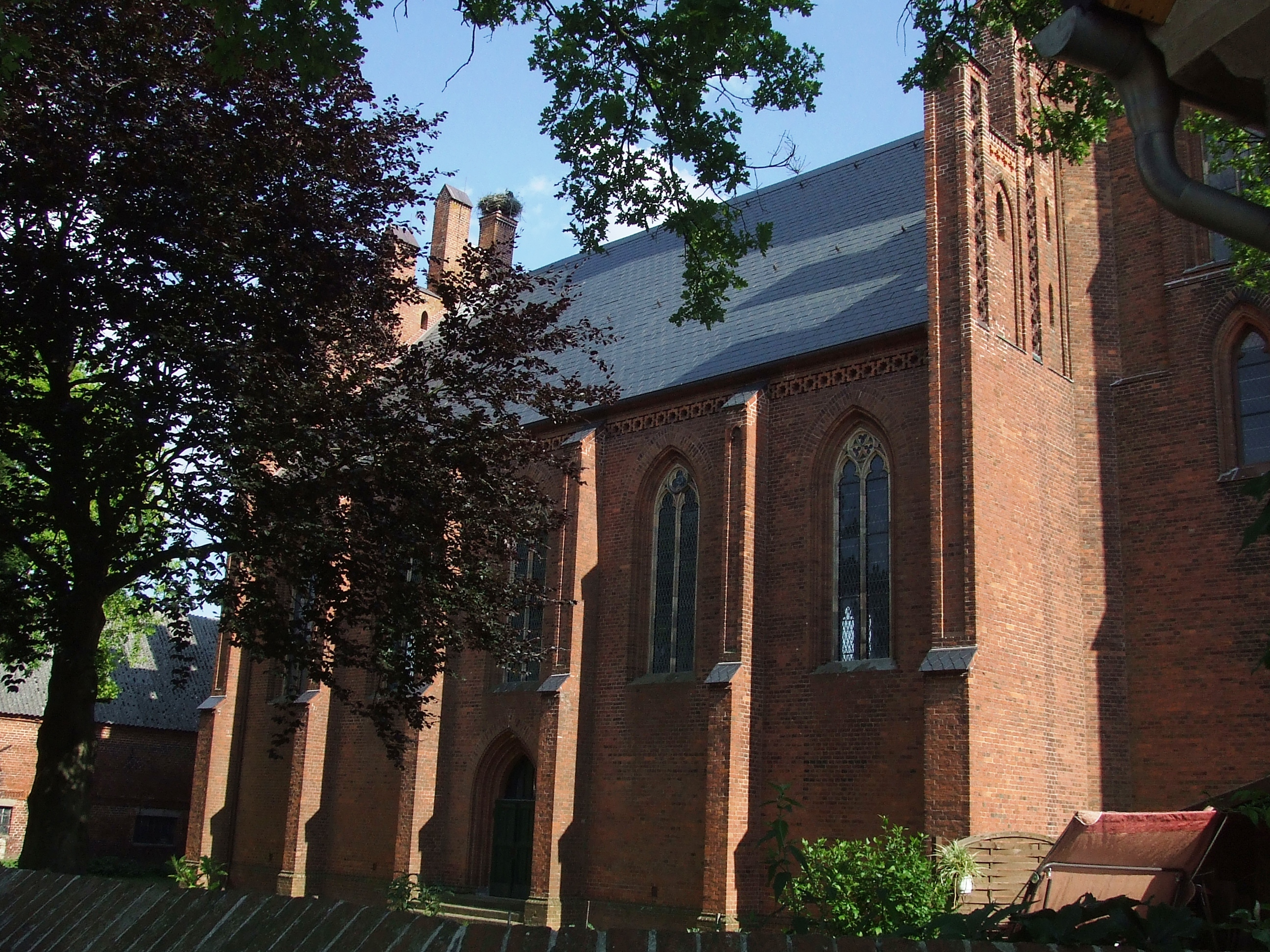
Kirchenschiff

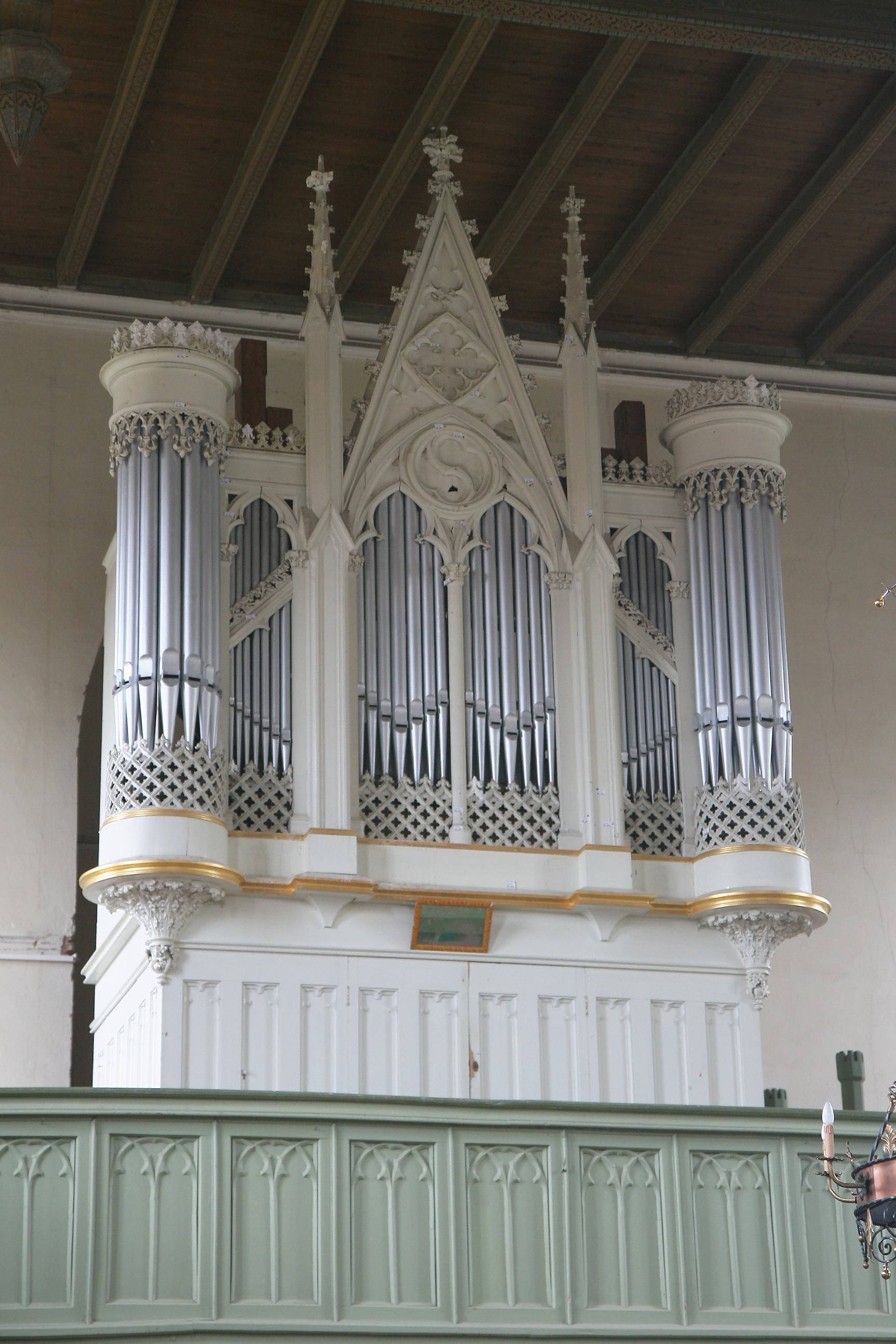
Orgelprospekt

Die jetzige Kirche wurde anstelle einer frühgotischen Feldsteinkirche aus dem 13. Jahrhundert errichtet, nachdem die zu klein geworden war und ein Blitzschlag den Turm zerstört hatte. Von 1856 bis 1858 wurde ein imposanter Backsteinbau im Stil der Neugotik errichtet. Der Kirchturm ist 52 m hoch. Eine Bronzeglocke von 1474 stammt noch vom Vorgängerbau; die beiden Stahlglocken wurden 1921 gegossen und im Kirchturm aufgehängt. Aus demselben Jahr stammt auch die Turmuhr.
Der Innenraum ist neugotisch gestaltet. Die Kanzel aus Kunststein, um 1860 geschaffen, ist mit Figuren der Apostel und Evangelisten (Repliken nach Modellen von Christian Daniel Rauch) geschmückt. Am Fuß sitzt Moses. Ein Putto aus Holz mit muschelförmiger Taufschale stammt aus dem 18. Jahrhundert und damit nicht auf der bauzeitlichen Ausstattung der Kirche. Experten vermuten, dass von einem Vorgängerbau oder aus einem Gutshaus stammt.
Die zehnregistrige Orgel wurde 1856 vom Berliner Orgelbauer Carl August Buchholz gebaut. 1960 wurde die Kirche restauriert.
Das Gebäude ist unter der Nummer 09171204 in die Liste der Bau- und Bodendenkmale im Landkreis Ostprignitz-Ruppin eingetragen.

## Zugehörigkeit
Seit 1581 bildete Stüdenitz mit seiner Tochterkirche in Schönermark einen Pfarrsprengel, der bis 1974 bestand. Seitdem gehört die Pfarrstelle zum Sprengel Breddin. Der Sprengel gehörte von 1878 bis 1999 zum Kirchenkreis Havelberg-Wilsnack. Da dies aber aus kommunalpolitischer Sicht nicht mehr zeitgemäß war, wurde 1999 ein Wechsel in den Kirchenkreis Kyritz-Wusterhausen vollzogen. 2016 fusionierte der gesamte Kirchenkreis mit dem Kirchenkreis Prignitz. Das Patronat hatte bis 1945 der Fiskus Amt Havelberg.
Die Zahl der Gemeindemitglieder lag 2003 bei 353, was einem Anteil von knapp 47 % an der Gesamtbevölkerung des Gebietes entspricht.

## Pfarrer

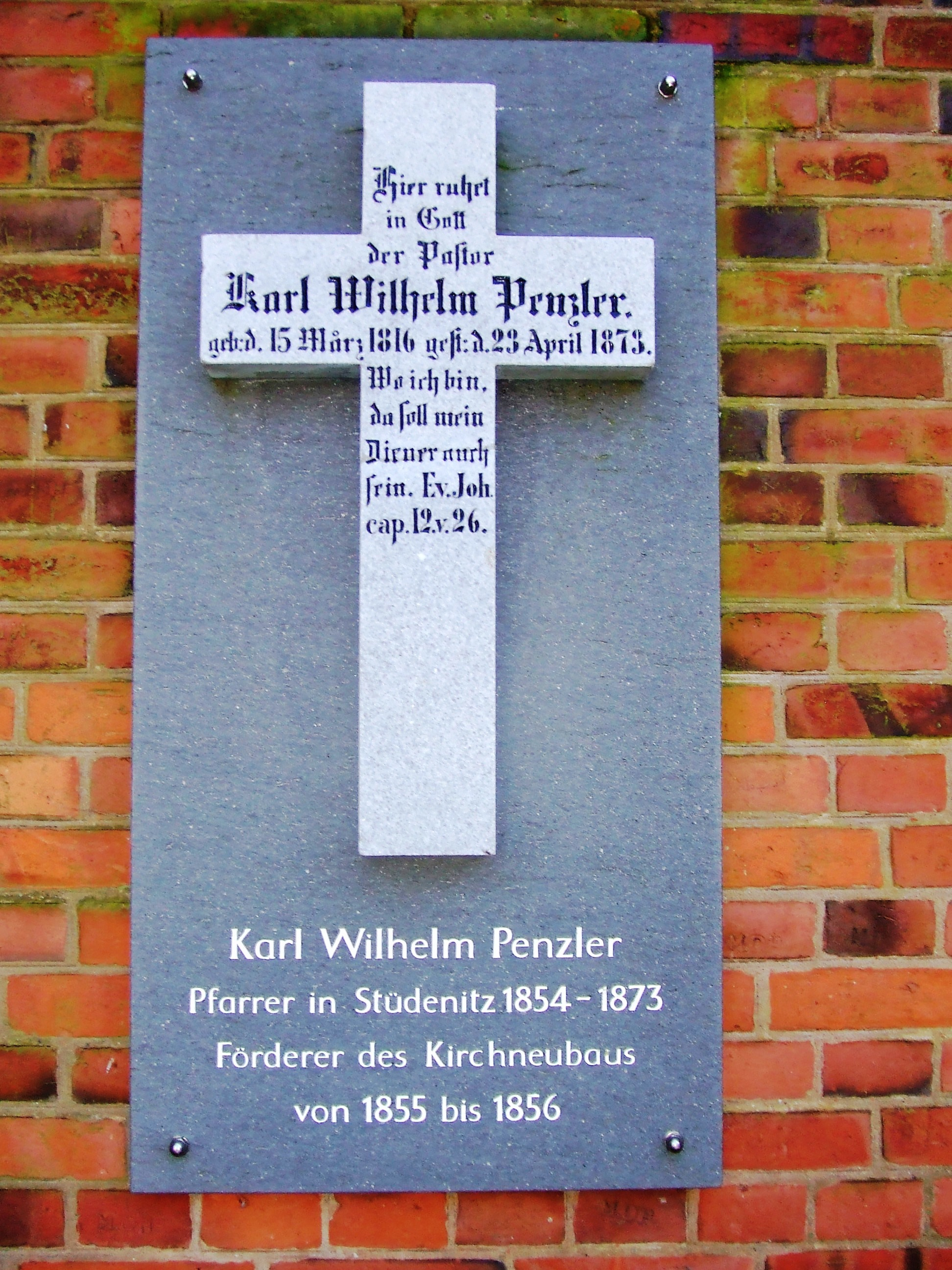
Gedenktafel

Die Liste der Pfarrer weist bis 1974 17 Namen auf.  Aus ihr sind der Initiator des Kirchenneubaus von 1856, Karl Wilhelm Penzler, und die letzte Pastorin von Stüdenitz,  Eva Hoffmann-Aleith, besonders hervorzuheben, die sich als Schriftstellerin einen Namen machte. Sie starb 91-jährig im Jahre 2002 und wurde auf dem Stüdenitzer Friedhof begraben. Am Pfarrhaus, das nach dem Brand von 1866 neugebaut wurde, ist eine Gedenktafel zu ihren Ehren angebracht.
Ihr Amtsvorgänger Pastor Karl Wilhelm Penzler, in dessen Amtszeit der Neubau der Mutterkirche in Stüdenitz fiel, bekam aufgrund seiner besonderen Verdienste um den Kirchenneubau ein Ehrengrab direkt neben der Kirche. Heute erinnert eine Gedenktafel in Form eines Kreuzes am Kirchturm an diesen Pfarrer.